# Natasha Liu Bordizzo
Nastasha Liu Bordizzo (Sydney, 25 augustus 1994) is een Australisch actrice. Ze is onder andere bekend door haar rol van Sabine Wren in de Disney+ serie Ahsoka.

## Biografie
Natasha Liu Bordizzo wers geboren in Sydney. Haar moeder is van Chinese afkomst en haar vader van Italiaanse afkomst. Ze ging naar de University of Technology Sydney toen ze de hoofdrol kreeg in Crouching Tiger, Hidden Dragon: Sword of Destiny. Volgens Bordizzo kreeg ze deze rol daar haar leeftijd, uiterlijk, Engelse invloed en haar martial-arts kunsten die ze door haar zwarte band in taekwondo en training in kempo had verkregen.
In 2016 verhuisde Bordizzo naar Los Angeles om verder aan haar internationale carrière te kunnen werken. Een jaar later kreeg Bordizzo de bijrol van Deng Yan in de musicalfilm The Greatest Showman. De film werd op 20 december 2016 uitgebracht door 20th Century Fox en werd een van de succesvolste musicalfilms. In 2018 had Bordizzo een rolletje in de film Hotel Mumbai, een film over de aanslagen in Mumbai op 26 november 2008 in de Taj Mahal Palace & Tower.
In 2021 speelde Bordizzo de rol van Julia in de erotische thriller The Voyeurs. De film gaat over een koppel die getuige is van het intieme seksleven van Julia en haar vriend Sebastian, gespeeld door Ben Hardy. Oorspronkelijk deed Bordizzo auditie voor de rol met een Amerikaans accent, maar de regisseur Michael Mohan vroeg haar haar Australische accent te behouden.
In november 2021 werd Bordizzo gecast voor de rol van Sabine Wren in de Star Wars televisieserie Ahsoka op Disney+ die uitkwam in augustus 2023. Bordizzo speelt hier een premiejager, een van de voormalige leden van de Star Wars Rebels, die uitgroeit tot leerling van voormalig jedi Ahsoka Tano.

## Filmografie

### Films
| Jaar | Titel                                            | Rol                | Opmerkingen |
| ---- | ------------------------------------------------ | ------------------ | ----------- |
| 2016 | Crouching Tiger, Hidden Dragon: Sword of Destiny | Snow Vase          |             |
| 2017 | Gong Shuo Dao                                    | Master Yu          | Korte film  |
| 2017 | The Greatest Showman                             | Deng Yan           |             |
| 2018 | Detective Chinatown 2                            | Officier Chen Ying |             |
| 2018 | Hotel Mumbai                                     | Bree               |             |
| 2019 | Guns Akimbo                                      | Kayla Shepard      |             |
| 2019 | The Naked Wanderer                               | Valerie            |             |
| 2021 | The Voyeurs                                      | Julia              |             |
| 2021 | Wish Dragon                                      | Li Na              | Stemrol     |
| 2022 | Day Shift                                        | Heather            |             |
| 2023 | Heroes of the Golden Masks                       | Li                 | Stemrol     |

### Televisie
| Jaar       | Titel                   | Rol         | Extra    |
| ---------- | ----------------------- | ----------- | -------- |
| 2019       | The Society             | Helena      | Hoofdrol |
| 2020       | The Most Dangerous Game | Kennedy     | 3 afl.   |
| 2023-heden | Ahsoka                  | Sabine Wren | Hoofdrol |